# Обсада на Солун (254)
Вижте пояснителната страница за други значения на Обсада на Солун.
Обсадата на Солун в 254 година е опит на готите да завладеят римския град Солун. Нападението е успешно отблъснато от местната римска милиция.

## Предистория
В 254 готите нахлуват и ограбват Тракия и Македония. Годината е спорна в историческата наука. В 1979 година Хервиг Волфрам заключава, че датата е 254, докато Малан и Дейвънпорт в 2015 година предлагат датировка в 262 година. Голц и Хартман смятат, че датата е 254. Дейвид Потър в 2016 година отхвърля тезата на Малан и Дейвънпорт и датира събитието или в 253 или 259 година.

## Обсада
Готите се опитват да щурмуват Солун в плътни формации и щурмови колони. Солунчани се събрат, за да защитят градските стени и отблъскват атаките.

## Последици
Готите изоставят обсадата и продължават нахлуването си в Гърция на юг от Термопилите, опитвайки се да плячкосат златното и сребърното богатство на гръцките храмове. Обсадата е описана от съвременния историк Дексип. Фрагмент от неговия труд, открит във Виена през 2010 година, подчертава участието на гражданите в отбраната.

### Цитирана литература
- Goltz, Andreas. Valerian und Gallienus //  Die Zeit der Soldatenkaiser. Krise und Transformation des Römischen Reiches im 3. Jahrhundert n. Chr. (235–284).   Berlin, Akademie Verlag, 2008. ISBN 978-3-05-004529-0. (на немски)
- Mallan, Christopher и др. Dexippus and the Gothic Invasions: Interpreting the New Vienna Fragment //  Journal of Roman Studies 105.   2015. DOI:10.1017/s0075435815000970. с. 203–226.
- Potter, David. War as Theater, from Tacitus to Dexippus //  The Topography of Violence in the Greco-Roman World.   Ann Arbor, University of Michigan Press, 2016. ISBN 978-0472119820.
- Wolfram, Herwig. Geschichte der Goten. Entwurf einer historischen Ethnographie.   University of California Press, 1990. ISBN 978-0520069831.